# Zoe Țapu

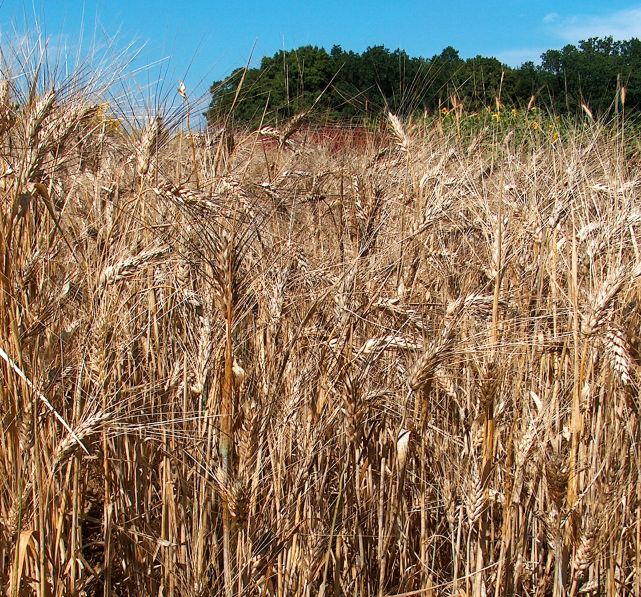
Grâu dur (Triticum durum)

Zoe Țapu (n. 29 aprilie 1934, Ploiești — d. 11 februarie 2013, Ploiești) a fost o agronomă română, cercetătoare științifică principală la Institutul de Cercetări pentru Cereale și Plante Tehnice Fundulea, creatoare a unui tip original de grâu durum (pentru paste făinoase) înalt productiv și rezistent, adaptat condițiilor climatice din Europa Centrală și de Est și din alte zone similare din lume. În anii '70 când Țapu conducea echipa ce crea noi soiuri la INCDA, România era un producător și exportator major de grâu durum.

## Date biografice
Absolventă a Institutului Agronomic „Nicolae Bălcescu” din București, a primit titlul de doctor în științe agronomice în anul 1974. A lucrat din 1957 la nou-înființatul Institut de Cercetări pentru Cultura Porumbului și apoi la ICCPT Fundulea încă de la înființarea acestuia în 1962 și până la pensionarea sa în 1990.

## Realizări științifice
Demonstrând posibilitatea obținerii de hibrizi cu productivitate ridicată din părinți cu o capacitate scazută de producție (prin fenomenul genetic de heterozis), în perioada 1967-1989, Zoe Țapu a inițiat și condus la Fundulea un program de ameliorare a grâului durum de toamnă, cu scopul îmbunătățirii rezistenței la cădere și a capacității de producție a soiurilor locale, folosind genele de reducere a taliei, deja disponibile la grâul durum de primăvară creat la Centrul Internațional de Ameliorare a Porumbului și Grâului (CIMMYT) în Mexic. Pentru aceasta a folosit plante pitice de la CIMMYT, care au supraviețuit unei ierni blânde, plante pe care le-a încrucișat cu diferite soiuri românești de grâu durum de toamnă. Selecția repetată pentru rezistență la iernare a variantelor semipitice din aceste combinații hibride a dus la crearea primelor soiuri de grâu durum de toamnă semipitice din lume, Topaz (1977) și Rodur (1984)
Acest tip original de grâu a constituit baza progreselor în ameliorarea grâului durum de toamnă în mai multe țări din lume.

## Soiuri de grâu brevetate
- Dacia 	(1971) 	T. Mureșan, A. Iazagi, N. Ceapoiu, N. Eustațiu, Clemența Miclea, C. Țapu, Zoe Țapu
- Excelsior 	(1971) 	T. Mureșan, A. Iazagi, N. Ceapoiu, N. Eustațiu, Clemența Miclea, C. Țapu, Zoe Țapu
- Iulia 	(1974) 	N. Ceapoiu, N. Eustațiu, C. Țapu, Zoe Țapu, G. Ittu, M. Ionescu-Cojocaru, Floare Negulescu, T. Mureșan, A. Iazagi, Elena Oproiu, C. Milică
- Ceres 	(1974) 	N. Ceapoiu, N. Eustațiu, C. Țapu, Zoe Țapu, G. Ittu, M. Ionescu-Cojocaru, Floare Negulescu, T. Mureșan, A. Iazagi, Elena Oproiu, C. Milică
- Ileana 	(1974) 	N. Ceapoiu, N. Eustațiu, C. Țapu, Zoe Țapu, G. Ittu, M. Ionescu-Cojocaru, Floare Negulescu, T. Mureșan, A. Iazagi, Elena Oproiu, C. Milică
- Diana 	(1976) 	N. Ceapoiu, N. Eustațiu, C. Țapu, Zoe Țapu, G. Ittu, M. Ionescu-Cojocaru, Floare Negulescu, T. Mureșan, A. Iazagi, Elena Oproiu, C. Milică
- Doina 	(1977) 	N. Ceapoiu, N. Eustațiu, C. Țapu, Zoe Țapu, G. Ittu, M. Ionescu-Cojocaru, Floare Negulescu
- Topaz 	(1977) Zoe Țapu
- Rodur 	(1984) Zoe Țapu